# Фалерия
Фалерия (итал. Faleria) — коммуна в Италии, располагается в области Лацио, в провинции Витербо.
Население составляет 2 150 человек (на 2019), плотность населения составляет 83,72 чел./км². Занимает площадь 25,7 км². Почтовый индекс — 01030. Телефонный код — 0761.
Покровителем коммуны почитается святой Юлиан Странноприимец. Праздник ежегодно празднуется 13 января.